# Axbetonika
Axbetonica (Stachys pradica) art i familjen kransblommiga växter som förekommer naturligt i Pyrenéerna och Alperna. Arten odlas som trädgårdsväxt i Sverige.
Axbetonikan är lik humlesuga (S. officinalis), som dock har kala eller mjukhåriga stjälkar, inte med styva gula hår som hos axbetonikan.

## Synonymer
- Betonica alpestris Jord. & Fourr.
- Betonica danica Mill.
- Betonica hirsuta L.
- Betonica incana
- Betonica pradica Zanted.
- Betonica sabauda Jord. & Fourr.
- Stachys danica Schinz & Thell.
- Stachys densiflora  sensu auct.
- Stachys monieri sensu P.W.Ball
- Stachys spicata hort. (fantasinamn)